# 10 agosto
Il 10 agosto è il 222º giorno del calendario gregoriano (il 223º negli anni bisestili). Mancano 143 giorni alla fine dell'anno.

## Eventi

### VII Secolo a.C.
- 612 a.C. – Uccisione di Sin-shar-ishkun, re dell'Impero Assiro. Distruzione di Ninive

### III Secolo d.C.
- 258 – San Lorenzo, uno dei sette diaconi di Roma, viene martirizzato (secondo la tradizione) sulla graticola

### X secolo
- 955 – Battaglia di Lechfeld: Ottone I di Sassonia sconfigge i Magiari, ponendo fine ai 50 anni della loro invasione a ovest

### XII secolo
- 1258 – Incoronazione di Manfredi di Sicilia nella Cattedrale di Palermo

### XV secolo
- 1487 – Battaglia di Calliano: le truppe del principato vescovile di Trento e quelle della contea del Tirolo sconfiggono i veneziani guidati da Roberto Sanseverino d'Aragona
- 1492 – Alessandro VI viene eletto papa
- 1500 – L'esploratore Diogo Dias scopre il Madagascar

### XVI secolo
- 1519 – Le cinque navi di Ferdinando Magellano salpano da Siviglia per circumnavigare il globo

### XVII secolo
- 1620 – Conclusione della pace ad Angers fra il re di Francia Luigi XIII e i ribelli guidati dal duca di Epernon, soggetto del dipinto La conclusione della pace ad Angers, il 10 agosto 1620 di Peter Paul Rubens parte del Ciclo di Maria de' Medici
- 1625 – I "cavalieri polacchi" (provenienti dall'assedio di Verrua) saccheggiano e incendiano Lauriano e la sua parrocchia
- 1678 – Viene firmata la Pace di Nimega che sancisce la fine della guerra d'Olanda
- 1680 – La rivolta dei Pueblo inizia in Nuovo Messico

### XVIII secolo
- 1792 – Rivoluzione francese, assalto al Palazzo delle Tuileries: Luigi XVI di Francia viene arrestato e imprigionato
- 1793 – Apre al pubblico il Museo del Louvre nell'omonimo palazzo reale

### XIX secolo
- 1809 – L'Ecuador dichiara l'indipendenza dalla Spagna
- 1821 – Il Missouri diventa il 24º Stato degli USA
- 1846 – Lo Smithsonian ottiene uno statuto dal Congresso degli Stati Uniti, dopo che lo scienziato Joseph Smithson versa 500.000 dollari a tale scopo
- 1849 – Il garibaldino Angelo Brunetti, detto "Ciceruacchio", viene fucilato dagli austriaci a Bocche di Po, assieme ai figli Lorenzo e Luigi
- 1860 – A Bronte, Nino Bixio fa fucilare cinque presunti responsabili degli scontri fra le opposte fazioni della popolazione, insorta in seguito all'arrivo in Sicilia della spedizione dei Mille: è la cosiddetta strage di Bronte
- 1861
  - Il bandito Pietrasecca, componente della banda Gerolami, viene fucilato a Pereto dal maggiore Besozzi dell'Arma dei Carabinieri
  - Guerra di secessione americana, battaglia di Wilson's Creek: la guerra entra in Missouri quando truppe confederate sconfiggono le forze dell'Unione nella parte sudoccidentale dello Stato
- 1863 – Papa Pio IX pubblica la lettera enciclica Quanto conficiamur sulla lotta alla Chiesa nel tempo moderno, sui mali del tempo moderno, sulla opportunità di ribadire le condanne precedenti, sulla impossibilità di salvezza per i cattolici che vivono lontani dalla vera fede e dall'unità cattolica, sulla necessità che i figli della Chiesa aiutino e non siano nemici di coloro che stanno fuori dalla Chiesa, sull'errore dell'egoismo moderno, sugli attacchi di certi ecclesiastici contro la Santa Sede, sulla condanna di Società, del tutto condannabili, che vanno sotto il nome di Clerico-liberali, di Mutuo Soccorso, di Emancipatrice del Clero Italiano (così comunemente chiamate) e altre ancora
- 1867 – Ruggero Pascoli, padre del poeta Giovanni Pascoli, viene ucciso a fucilate mentre tornava a casa dalla fiera di Gatteo: l'evento verrà rievocato dal figlio nel 1896 dalla poesia X agosto, inclusa nella raccolta Myricae
- 1893
  - Ad Augusta, Rudolf Diesel riesce a far funzionare il suo primo modello di motore: per questo motivo il 10 agosto è la Giornata internazionale del biodiesel
  - Nasce la Banca d'Italia dalla fusione di quattro precedenti istituti: Banca Nazionale del Regno, Banca Nazionale Toscana, Banca Toscana di Credito e Banca Romana (quest'ultima in liquidazione)
  - Con il regio decreto 10 agosto 1893, nº 490, l'Italia adotta il sistema di determinazione del tempo legato ai fusi orari: come meridiano di riferimento è scelto il 15º meridiano est, che viene denominato meridiano Termoli-Etna, e da allora l'ora di Termoli è quella del Tempo Medio dell'Europa Centrale e regola il Tempo Medio Ufficiale d'Italia; la norma entra in vigore il 31 ottobre successivo
  - Il terremoto del Gargano provoca quattro morti e gravi danni materiali a Mattinata, in Puglia

### XX secolo
- 1903 – Un disastroso incendio uccide 84 persone alla stazione Couronnes, nella Metropolitana di Parigi
- 1906 – Papa Pio X con l'enciclica Gravissimo officii munere proibisce ogni collaborazione all'applicazione della nuova legge francese sulla separazione fra Stato e Chiesa
- 1907 – Il principe Scipione Borghese vince il Raid Pechino-Parigi da 14.000 km, giungendo a Parigi dopo 61 giorni di corsa a bordo di una delle prime automobili, la Itala
- 1913 – Trattato di Bucarest: delegati di Bulgaria, Romania, Serbia, Montenegro e Grecia mettono fine alla Seconda guerra balcanica
- 1916 – Prima guerra mondiale: a Pola viene giustiziato dagli austriaci Nazario Sauro, medaglia d'oro al valor militare alla memoria; si dice che prima di porgere il collo al boia, Sauro abbia gridato tre volte «Viva l'Italia, morte all'Austria!»
- 1920 - Prima guerra mondiale: i rappresentanti del sultano ottomano Mehmed VI firmano il trattato di Sèvres, che divide l'Impero ottomano tra gli Alleati
- 1944 – Seconda guerra mondiale: le forze americane sconfiggono le ultime truppe giapponesi su Guam
- 1944 – Seconda guerra mondiale: eccidio di 15 antifascisti a Piazzale Loreto, a Milano, a opera di militi della Legione Autonoma Mobile Ettore Muti
- 1945 – Seconda guerra mondiale: il Giappone accetta i termini della resa incondizionata posti dalla conferenza di Potsdam
- 1949 – Il presidente statunitense Harry S. Truman firma la National Security Bill, razionalizzando le agenzie di difesa del governo e sostituendo il National Military Establishment con il dipartimento della difesa degli Stati Uniti
- 1964 – Il presidente del Senato Cesare Merzagora assume l'incarico di supplente del presidente della Repubblica Italiana Antonio Segni, che il 7 agosto è stato colpito da una improvvisa e grave malattia; la supplenza si protrae fino al 28 dicembre 1964, quando viene eletto nuovo presidente Giuseppe Saragat
- 1969 – Il giorno dopo l'omicidio di Sharon Tate e altre quattro persone, i membri della setta di Charles Manson uccidono Leno e Rosemary LaBianca
- 1974 – Il SIFAR, su ordine del governo italiano, avrebbe bruciato nell'inceneritore di Fiumicino alcuni fascicoli personali su aderenti alla P2: i fascicoli riguardavano 52 alti ufficiali dei Carabinieri, 50 dell'esercito, 37 della Guardia di Finanza, 29 della marina, 11 questori, cinque prefetti, 70 imprenditori, 10 presidenti di banca, tre ministri in carica, due ex ministri, il segretario di un partito di governo, 38 deputati e 14 magistrati
- 1977 – A Yonkers, negli Stati Uniti d'America, il ventiquattrenne impiegato delle poste David Berkowitz (detto il "Figlio di Sam") viene arrestato per una serie di omicidi compiuti nell'area di New York nel corso dell'anno precedente
- 1988 – Internamento dei giapponesi negli Stati Uniti: il presidente Ronald Reagan firma il Civil Liberties Act del 1988, concedendo 20.000 dollari di risarcimento ai nippo-americani che vennero internati o trasferiti negli USA durante la seconda guerra mondiale
- 1990 – La sonda spaziale Magellano raggiunge Venere
- 1995 – Attentato di Oklahoma City: Timothy McVeigh e Terry Nichols vengono indiziati per l'attentato; Michael Fortier si dichiara colpevole per rispettare un accordo ottenuto in cambio della sua testimonianza

### XXI secolo
- 2006 – Attentato sventato all'aeroporto Heathrow di Londra: vengono arrestate 24 persone, tutti estremisti islamici britannici; tutti i voli da e per Londra cancellati per quel giorno e il livello di sicurezza nel Regno Unito raggiunge il livello critico
- 2010 – La Pandemia influenzale del 2009-2010 (conosciuta anche come Pandemia di H1N1) viene dichiarata conclusa dall'Organizzazione mondiale della sanità

## Nati
Ci sono circa 1 170 voci su persone nate il 10 agosto; vedi la pagina Nati il 10 agosto per un elenco descrittivo o la categoria Nati il 10 agosto per un indice alfabetico.

## Morti
Ci sono circa 490 voci su persone morte il 10 agosto; vedi la pagina Morti il 10 agosto per un elenco descrittivo o la categoria Morti il 10 agosto per un indice alfabetico.

## Feste e ricorrenze
(Giovanni Pascoli, Myricae - Elegie, "X agosto")

### Civili
Internazionali
- Giornata internazionale del Biodiesel[1]

Nazionali:
- Ecuador - Festa per l'indipendenza
- Italia - La notte del 10 agosto, tradizionalmente, si ritiene siano maggiormente visibili le stelle cadenti; il periodo è in realtà leggermente diverso e comunque più ampio. Questo fenomeno è legato alle Perseidi.

### Religiose
Cristianesimo:
- San Lorenzo, diacono e martire
- San Besso, martire
- San Blano, vescovo
- Sant'Eric IV di Danimarca, re, martire
- San Lorenzo da Frazzanò, monaco, santo e presbitero italiano
- San Geraint II, re della Cornovaglia
- Santi Ireneo e Aurelio, martiri venerati a Cutigliano
- Santa Marfa di Suzdal', stolta in Cristo (Chiesa ortodossa russa)
- Santi Martiri Alessandrini
- Santa Plettrude
- Beato Agostino Ota, martire del Giappone
- Beato Arcangelo Piacentini da Calatafimi, sacerdote
- Beato Edward Grzymala, sacerdote e martire
- Beato Francesco Drzewiecki, sacerdote orionino, martire
- Beato Sebastiano da Nancy, sacerdote e martire
- Beati Giovanni Martorell Soria e Pietro Mesonero Rodríguez, martiri salesiani
- Beato Giuseppe Toledo Pellicer, sacerdote e martire
- Beato Lazzaro Tiersot, sacerdote certosino, martire
- Beati Pietro Jo Suk e Teresa Kwon Cheon-rye, sposi e martiri